# Redlham
Redlham osztrák község Felső-Ausztria Vöcklabrucki járásában. 2018 januárjában 1515 lakosa volt.

## Elhelyezkedése

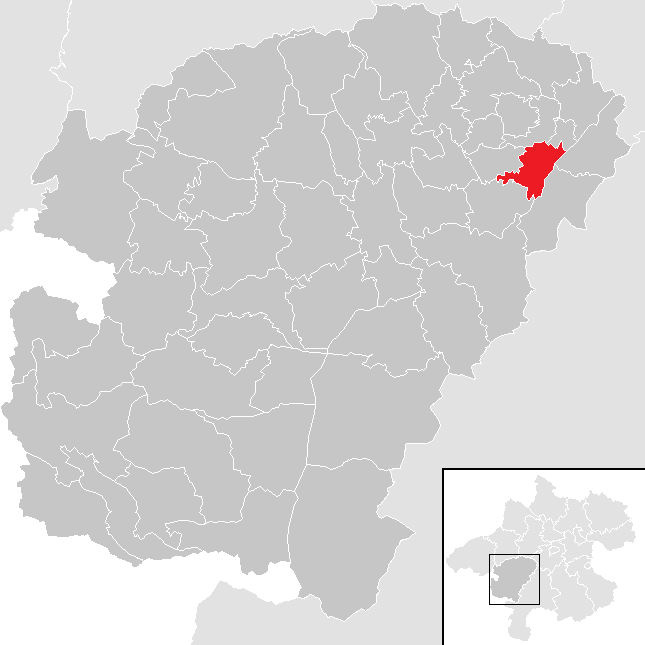
Redlham a Vöcklabrucki járásban

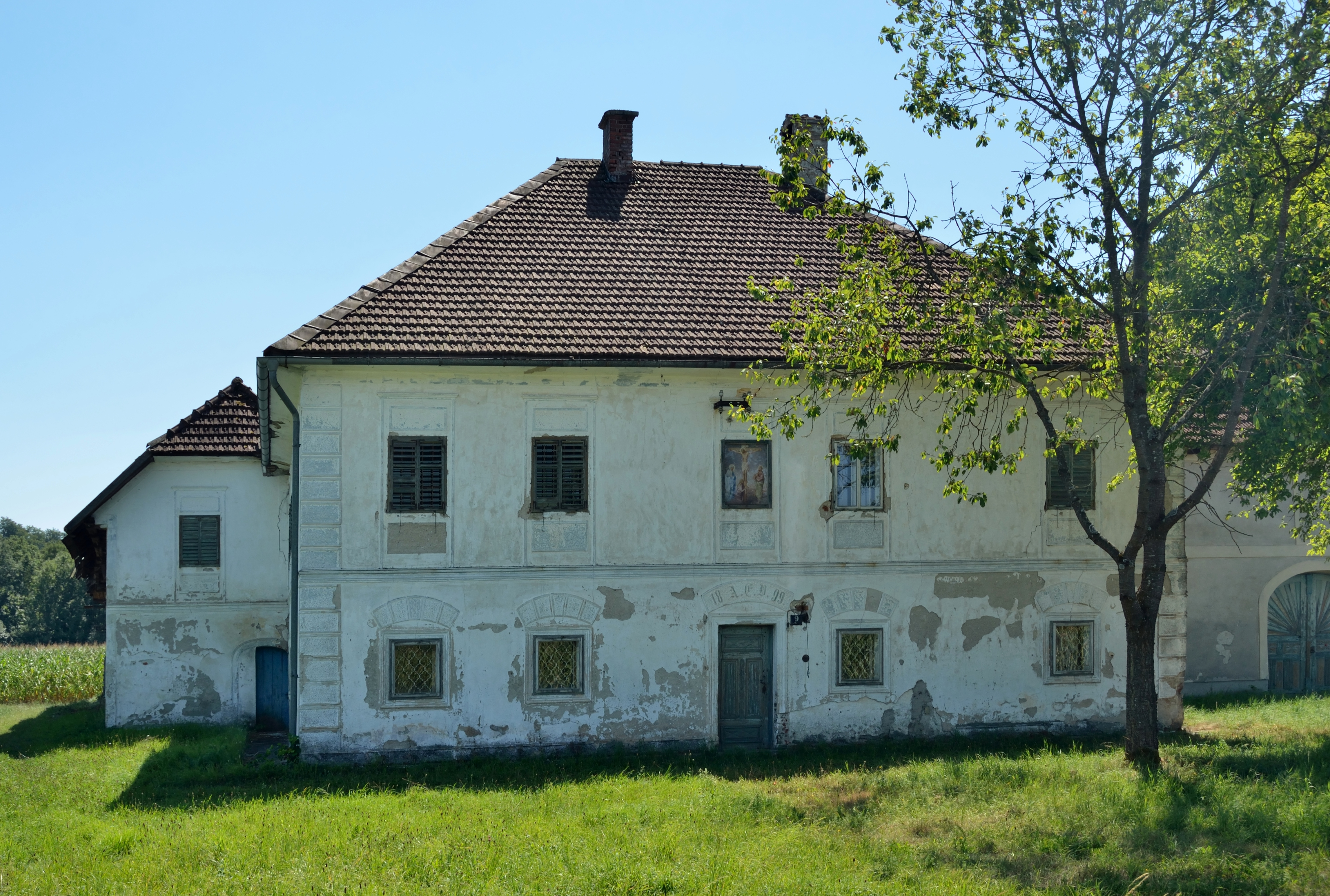
1899-ben épült, elhagyott polgárház Auban

Redlham Felső-Ausztria Hausruckviertel régiójában fekszik az Ager folyótól nyugatra. Területének 8,2%-a erdő, 76,6% áll mezőgazdasági művelés alatt. Az önkormányzat 14 falut és településrészt egyesít: Au (196 lakos 2018-ban), Einwarting (116), Erlau (175), Fisching (53), Gewerbepark Mitte (11), Gewerbepark Ost (0), Gewerbepark West (19), Hainprechting (119), Jebing (22), Landertsham (67), Piesing (37), Redlham (389), Sonnfeld (34) és Tuffeltsham (277). 
A környező önkormányzatok: északra Oberndorf bei Schwanenstadt, északkeletre Schwanenstadt, keletre Rüstorf, délkeletre Desselbrunn, délnyugatra Attnang-Puchheim, nyugatra Pühret.

## Története
Rüstorf területe eredetileg a Bajor Hercegség keleti határvidékén feküdt, a 12. században került át Ausztriához. Első említése 1300-ból származik Roetelhaim néven, de a községhez tartozó falvak nevének -ing végződése arra utal, hogy jóval korábban, a 6-7. században alapították őket a betelepülő bajorok. A körzet a középkorban a puchheimi uradalomhoz tartozott. Az Osztrák Hercegség 1490-es felosztásakor Redlham az Enns fölötti Ausztria része lett. 
A napóleoni háborúk során a falut több alkalommal megszállták. A községi önkormányzat 1850-ben jött létre, de Redlham ekkor még Oberndorffal és Schlattal alkotott egy közösséget. Ez a nagyközség 1931-ben bomlott fel, Redlham azóta független község.   
A köztársaság 1918-as megalakulásakor Redlhamot Felső-Ausztria tartományhoz sorolták. Miután Ausztria 1938-ban csatlakozott a Német Birodalomhoz, az Oberdonaui gau része lett; a második világháború után visszakerült Felső-Ausztriához.

## Lakosság
A redlhami önkormányzat területén 2018 januárjában 1515 fő élt. A lakosságszám 1961 óta gyarapodó tendenciát mutat. 2016-ban a helybeliek 94%-a volt osztrák állampolgár; a külföldiek közül 0,8% a régi (2004 előtti), 1,9% az új EU-tagállamokból érkezett. 2,4% a volt Jugoszlávia (Szlovénia és Horvátország nélkül) vagy Törökország, 0,8% egyéb országok polgára. 2001-ben a lakosok 84,6%-a római katolikusnak, 6,7% evangélikusnak, 1,9% ortodoxnak, 5,4% pedig felekezeten kívülinek vallotta magát. Ugyanekkor 2 magyar élt a községben. A legnagyobb nemzetiségi csoportokat a német (93,9%) mellett a horvátok (3,4%) és a szerbek (1,1%) alkották.  

## Látnivalók
- Tuffeltsham kápolnája
- a redlhami pestisoszlop

## Fordítás
- Ez a szócikk részben vagy egészben  a   Redlham című német Wikipédia-szócikk ezen változatának fordításán alapul.  Az eredeti cikk szerkesztőit annak laptörténete sorolja fel. Ez a jelzés csupán a megfogalmazás eredetét és a szerzői jogokat jelzi, nem szolgál a cikkben szereplő információk forrásmegjelöléseként.